# صوفي سكيلتون
صوفي سكيلتون (بالإنجليزية: Sophie Alexandra Skelton)‏ (ولدت في 7 مارس 1994) ممثلة بريطانية اشتهرت بظهورها في دور بريانا راندال فريزر في مسلسل ستارز الدرامي دخيلة. ظهورها في بطولة فيلم يوم الموتى: السلالة 2018

## روابط خارجية
- صوفي سكيلتون على موقع IMDb (الإنجليزية)
- صوفي سكيلتون على موقع ألو سيني (الفرنسية)
- صوفي سكيلتون على موقع أول موفي (الإنجليزية)
- صوفي سكيلتون على موقع قاعدة بيانات الفيلم (الإنجليزية)
- صوفي سكيلتون على موقع كينوبويسك (الروسية)
- صوفي سكيلتون على إنستغرام
- skeltonsophie، وSkeltonSophieعلى تويتر.
- Website
- Charity Information
- Ren: The Girl with the Mark Website